# Oxira formosensis
Oxira formosensis är en fjärilsart som beskrevs av George Francis Hampson 1909. Oxira formosensis ingår i släktet Oxira och familjen nattflyn. Inga underarter finns listade i Catalogue of Life.